# Desastre aéreo com a Seleção Dinamarquesa de Futebol em 1960
O desastre aéreo com a Seleção Dinamarquesa de Futebol aconteceu em 16 de julho de 1960, quando um avião de modelo De Havilland DH-89 Dragon Rapide (prefixo OY-DZY) pertencente à Zone-Redningskorpset e fretado pela Associação Dinamarquesa de Futebol caiu no estreito de Öresund apenas 50 metros depois de decolar do Aeroporto de Copenhague, em más condições climáticas. Os 8 passageiros, que eram jogadores da Seleção Dinamarquesa Olímpica de Futebol, morreram na hora, e apenas o piloto sobreviveu, embora tivesse que amputar uma perna.

## Antecedentes
O avião teria como destino o Aeroporto de Herning, na Jutlândia Central, onde a Seleção Olímpica faria um jogo-teste que seria decisivo para a escolha dos jogadores que disputariam o torneio olímpico de futebol, em Roma. 3 atletas foram pré-selecionados, enquanto os outros 5 jogadores eram de times B ou de equipes juvenis.
Uma segunda aeronave de pequeno porte aguardava a liberação para decolar com 4 jogadores a bordo: Erik Dyreborg (que foi liberado do primeiro avião), Hans Christian Andersen, Bent Jørgensen e Bjarne Eklund.

## O acidente
50 metros depois de decolar do Aeroporto de Copenhague, o avião caiu no estreito de Öresund, nas proximidades da capital dinamarquesa. Dois pescadores encontraram o piloto Stig Vindeløv nos destroços juntamente com o goleiro Per Funch Jensen, que morreu a caminho do hospital. Vindeløv foi o único sobrevivente da tragédia.

## As vítimas do acidente
Os 8 jogadores que morreram na queda do avião exerciam outras profissões fora do futebol (o profissionalismo viria a ser implantado em 1978).
| Jogador               | Idade | Clube | Jogos                                         | Posição  | Profissão                            | Notas                          |
| --------------------- | ----- | ----- | --------------------------------------------- | -------- | ------------------------------------ | ------------------------------ |
| Per Funch Jensen      | 21    | KB    | 4                                             | Goleiro  | Açougueiro                           | Selecionado para as Olimpíadas |
| Erik Pondal Jensen    | 29    | AB    | 20                                            | Zagueiro | Engenheiro                           | Primeiro reserva               |
| Kurt Krahmer          | 21    | KB    | 0 (8 jogos na seleção juvenil, 1 pelo time B) | Ponta    | Professor                            |                                |
| Søren Andersen        | 23    | Frem  | 0                                             | Atacante | Empregado em um armazém              |                                |
| Børge Bastholm Larsen | 29    | Køge  | 11                                            | Zagueiro | Oficial de alfândega                 | Selecionado para as Olimpíadas |
| Arne Karlsen          | 20    | KB    | 3                                             | Zagueiro | Aprendiz de ferreiro                 | Selecionado para as Olimpíadas |
| Ib Eskildsen          | 19    | Frem  | 0 (passou pelas seleções juvenis)             | Atacante | Aprendiz de mecânico                 |                                |
| Erling Spalk          | 19    | Ikast | 0                                             | Zagueiro | Nenhuma (prestava o serviço militar) |                                |

## Consequências
Após o acidente, a Associação Dinamarquesa de Futebol cogitou tirar a seleção das Olimpíadas, onde conquistou a medalha de prata após perderem para a Iugoslávia por 3 a 1. O principal jogador da equipe foi Harald Nielsen, que foi o artilheiro dinamarquês no torneio olímpico (6 gols, empatado com o húngaro Flórián Albert) e teve passagem destacada pelo futebol italiano.